# Calydia norduca
Calydia norduca är en fjärilsart som beskrevs av William Schaus 1901. Calydia norduca ingår i släktet Calydia och familjen nattflyn. Inga underarter finns listade i Catalogue of Life.